# Wielki Staw Polski
Der Wielki Staw Polski (Großer Polnischer See) in Polen ist ein Gletschersee im Dolina Pięciu Stawów Polskich (Tal der Fünf Polnischen Seen) in der Hohen Tatra. Er befindet sich in der Gemeinde Bukowina Tatrzańska und ist über mehrere Wanderwege erreichbar. In der Nähe des Sees befindet sich die PTTK-Berghütte Dolina Pięciu Stawów Polskich sowie der höchste Wasserfall in Polen, die Siklawa. Sie liegt am Abfluss des Sees Roztoka. Oberhalb des Ostufers des Sees befinden sich vier kleine Teiche, die Szpiglasowe Stawki.

## Belege
- Zofia Radwańska-Paryska, Witold Henryk Paryski, Wielka encyklopedia tatrzańska, Poronin, Wyd. Górskie, 2004, ISBN 83-7104-009-1.
- Tatry Wysokie słowackie i polskie. Mapa turystyczna 1:25000, Warszawa, 2005/06, Polkart ISBN 83-87873-26-8.